# Бирючина звичайна
Бирючи́на звича́йна (Ligustrum vulgare) — отруйна багаторічна рослина родини маслинових, також широко відома під народною назвою во́вчі я́годи. Європейсько-середземноморський вид, поширений в помірних та субтропічних лісах, де він зазвичай трапляється у підліску. Єдиний представник свого роду на теренах Європи. В межах усього ареалу вельми розповсюджений. Належить до поширених декоративних культур, у садівництві його використовують переважно для створення живоплотів і як підщепу для бузку. Відіграє незначну роль як медонос.

## Назва
Українська родова назва рослини фіксує найбільш відомий варіант її народної назви, поширений по всіх частинах України. Видова назва «звичайна» вказує на розповсюдженість цього таксона і збігається з латинською назвою «vulgare», яка має таке само значення. Інші поширені народні варіанти звучать як бирючи́на проста́, бірючи́на, бирю́чка звича́йна.
Крім того, в Україні цьому виду надають назви, пов'язані із властивостями його плодів. Найвідоміша з них — вовчі ягоди — притаманна також деяким іншим чагарникам з чорними ягодами. Виникнення цієї назви обумовлене отруйністю плодів бирючини (несправжніх ягід), які можуть заподіяти шкоди не тільки людині, а й тваринам. Народні назви жость, жості́р, жи́молодь вказують на зовнішню подібність плодів бирючини звичайної до ягід таких лісових чагарників як жостір проносний, крушина ламка, жимолость чорна. На Волині бирючину інколи неточно називають брусли́ною подібно до однойменного чагарника. В цьому випадку назва обумовлена не зовнішньою схожістю (у представників роду Бруслина плоди зовсім іншого ґатунку), а отруйністю. Серед маловідомих діалектних назв для цього виду вказують курослі́пник (поширена на Поділлі), фадьоли́на чи фадьольни́к (відома лише на Верховині).

## Опис

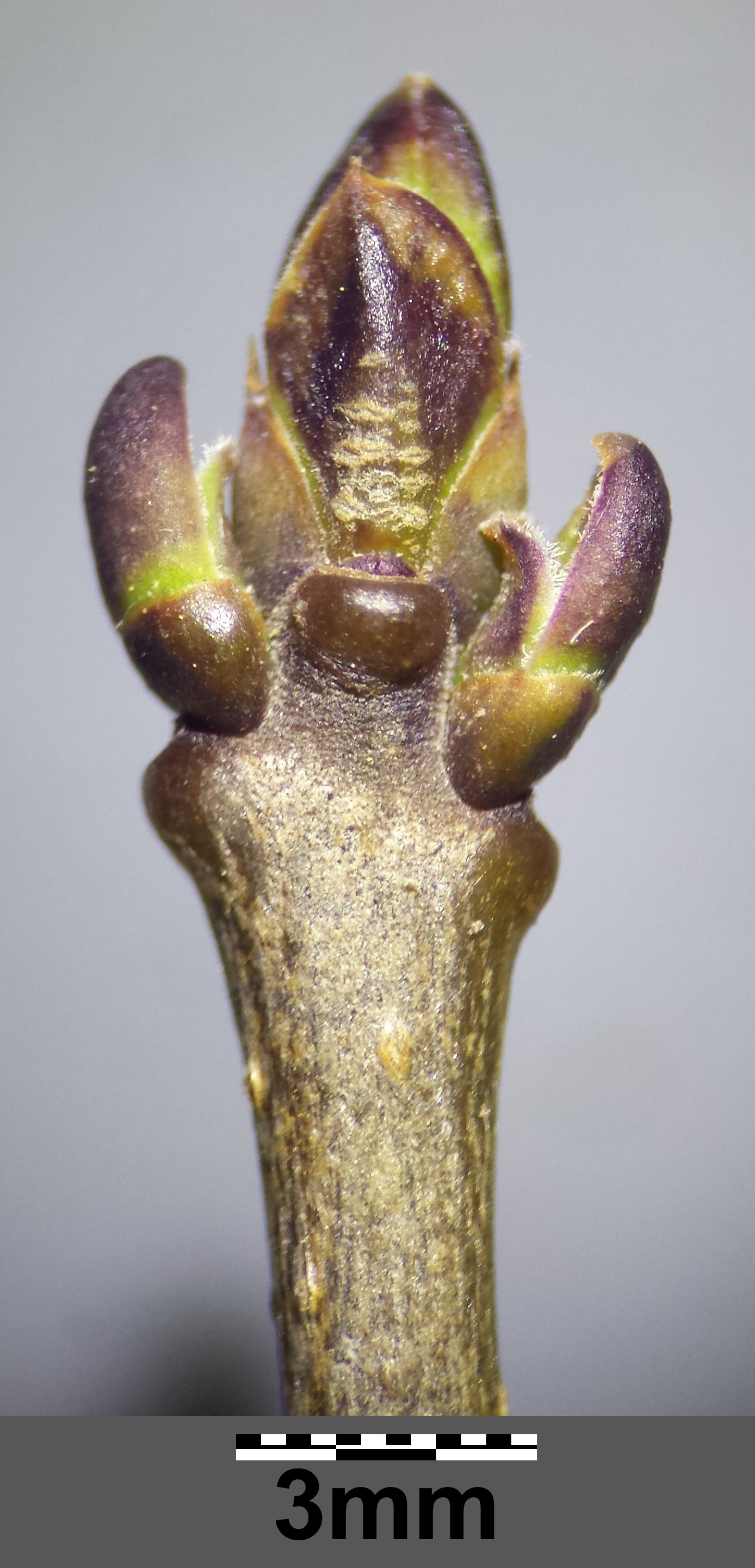
Верхівкова брунька.

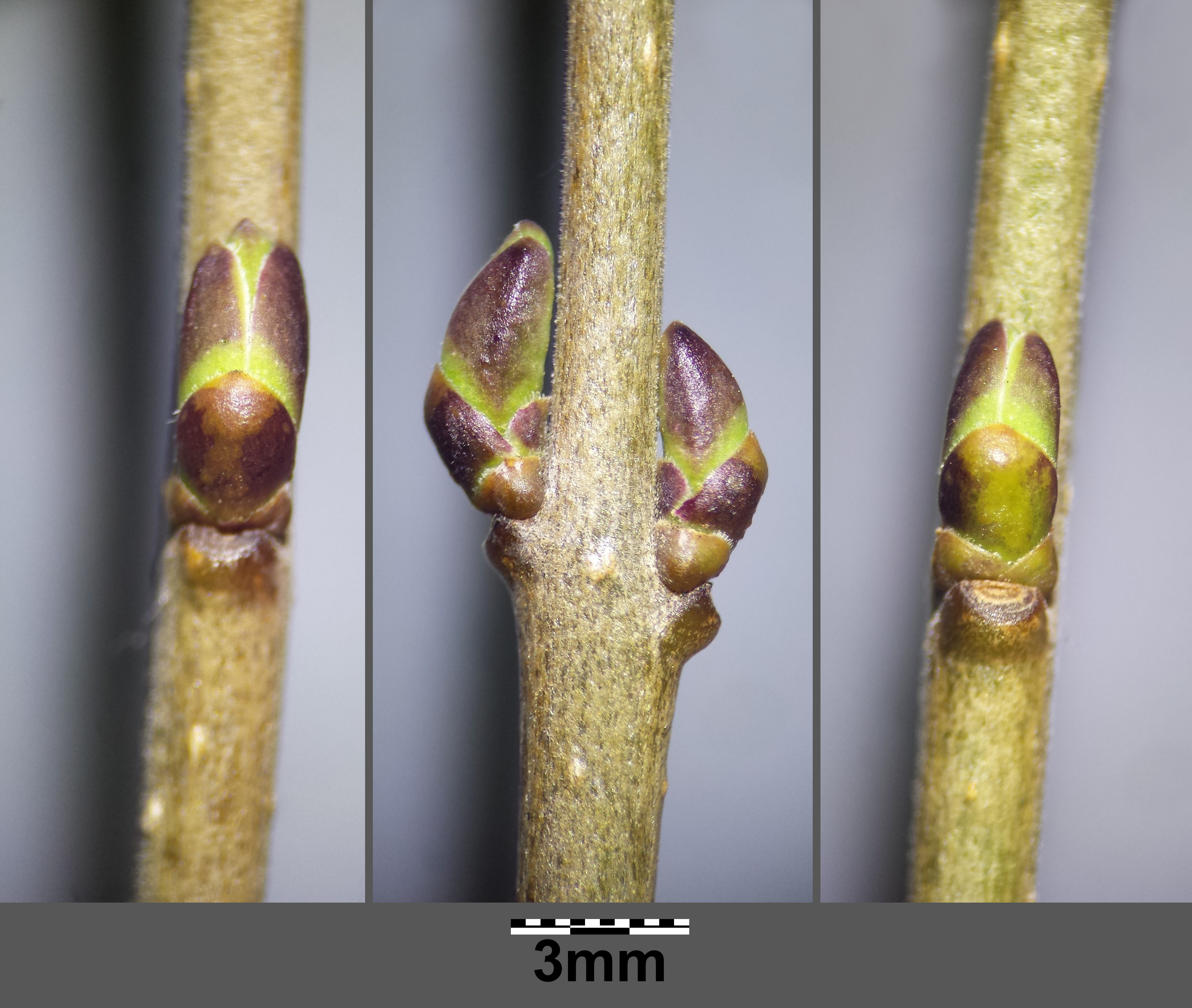
Вигляд пазушних бруньок з різних ракурсів.

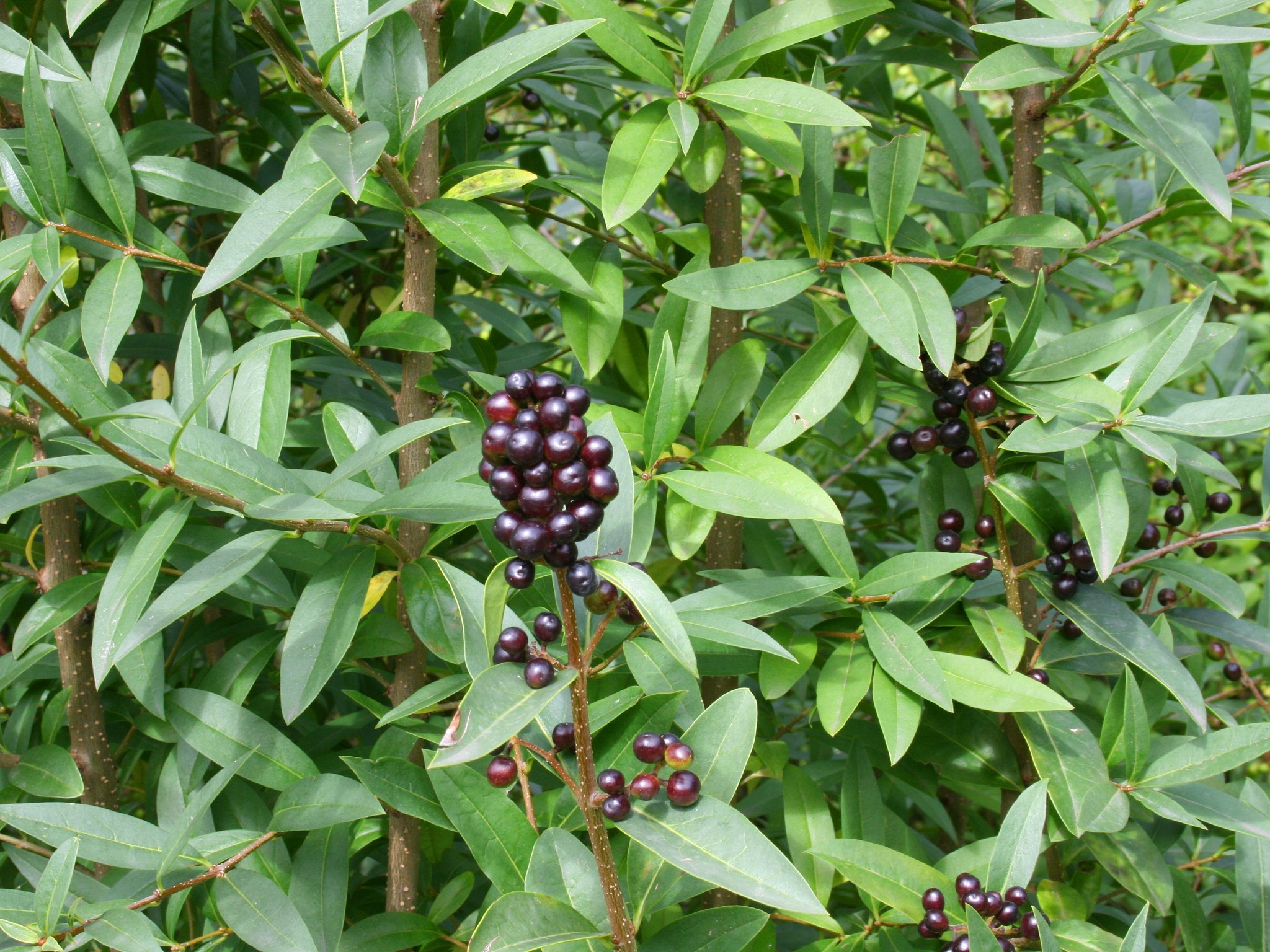
Листки.

Багаторічна листопадна (рідше — напіввічнозелена) рослина, що зазвичай має вигляд 2-3-метрового куща або невеличкого дерева заввишки до 5 м; нанофанерофіт. Коренева система сильно розгалужена, так що не можна вирізнити центральний корінь. Гілля складається з численних дрібних та добре улиснених гілочок із короткими міжвузлями. У особин, що зростають у підліску, крона може бути розлогою, негустою. При доброму освітленні (особливо у культурних рослин) вона дуже густа, тому майже не пропускає світла. Особинам обох екотипів притаманна оберненояйцеподібна форма крони — вузька у нижній частині та ширша у верхній. Кора на зрілих гілках жовтувато-сіра з численними буруватими сочевичками, молоді пагони зелені. Гілки бирючини звичайної у разі щільного прилягання до ґрунту добре вкорінюються. Деревина цієї рослини зеленкуватого кольору, щільна, тверда, погано колеться. На розрізі гілок можна побачити білу губчасту серцевину та виразні річні кільця.
Листки завдовжки 4-10 см, завширшки до 2 см, супротивні, короткочерешкові, прості, ланцетоподібної або видовжено-яйцеподібної форми, цілокраї, при основі звужені, на верхівці загострені, хоча інколи можуть бути й заокругленими. Їхня поверхня гола, шкіряста, край ледь помітно загнутий до низу, верхній бік листка забарвлений у темно-зелений колір, нижній — дещо світліший, із добре помітною центральною жилкою.
Суцвіття — густі пірамідальні волоті завдовжки 3-6 см, завширшки до 8 см, розташовані на верхівках пагонів. Вони складаються з численних дрібних квіток правильної форми. Квітконос та чашечка тонко опушені. Віночок складений із чотирьох пелюсток, що зрослися у трубочку, удвічі довшу за чашечку. Як правило, частки відгину віночка дорівнюють довжині самої трубки, а уся квітка завширшки до 5 мм. Колір квіток у особин з північних популяцій білий або зеленкуватий, у рослин з півдня ареалу — жовтуватий або кремовий. Квітки бирючини звичайної дуже запашні, їхній аромат солодкий, інколи навіть запаморочливий. Тичинок 2, вони довші за трубочку та зростаються із віночком. Пиляки розташовані паралельно до осі тичинкової нитки. Маточка із дводільною приймочкою та залозистими нектарниками при основі.
Плоди — лискучі, чорні, круглі чи оберненояйцеподібні кістянки завширшки 5-8 мм. Кожна кістянка містить від 1 до 4 крихітних кісточок (насінин), причому їхня кількість залежить від розміру плоду. Насінини завдовжки 3-5 мм, завширшки 1,5-3 мм, яйцеподібні, темно-коричневі, із тьмяною, нерівною поверхнею. Слід зауважити, що зовні кістянки бирючини звичайної схожі на ягоди, тому іноді навіть в науково-популярній літературі їх помилково описують як ягоди. На смак вони гірко-солодкі, але отруйні, причому їх уникають споживати не тільки люди, а й більшість тварин.
Число хромосом 2n = 46.

### Хімічний склад
Листя бирючини звичайної гірке на смак, що обумовлено високим вмістом специфічного глікозиду лігустрину (також відомого як сирінгін) та поліфенолів. Крім того, в ньому досить багато солодкого манітолу, хоча це і не відбивається на смаку. Поліфенольні сполуки бирючини приблизно на 76 % складаються з лігусталозидів A і B, лігстрозиду та олеуропеїну. Остання речовина притаманна загальновідомій маслині європейській, вона має протипухлинні властивості, міститься у великій кількості у свіжих оливках. Ще 23 % поліфенолів бирючини складає камферол.

## Поширення

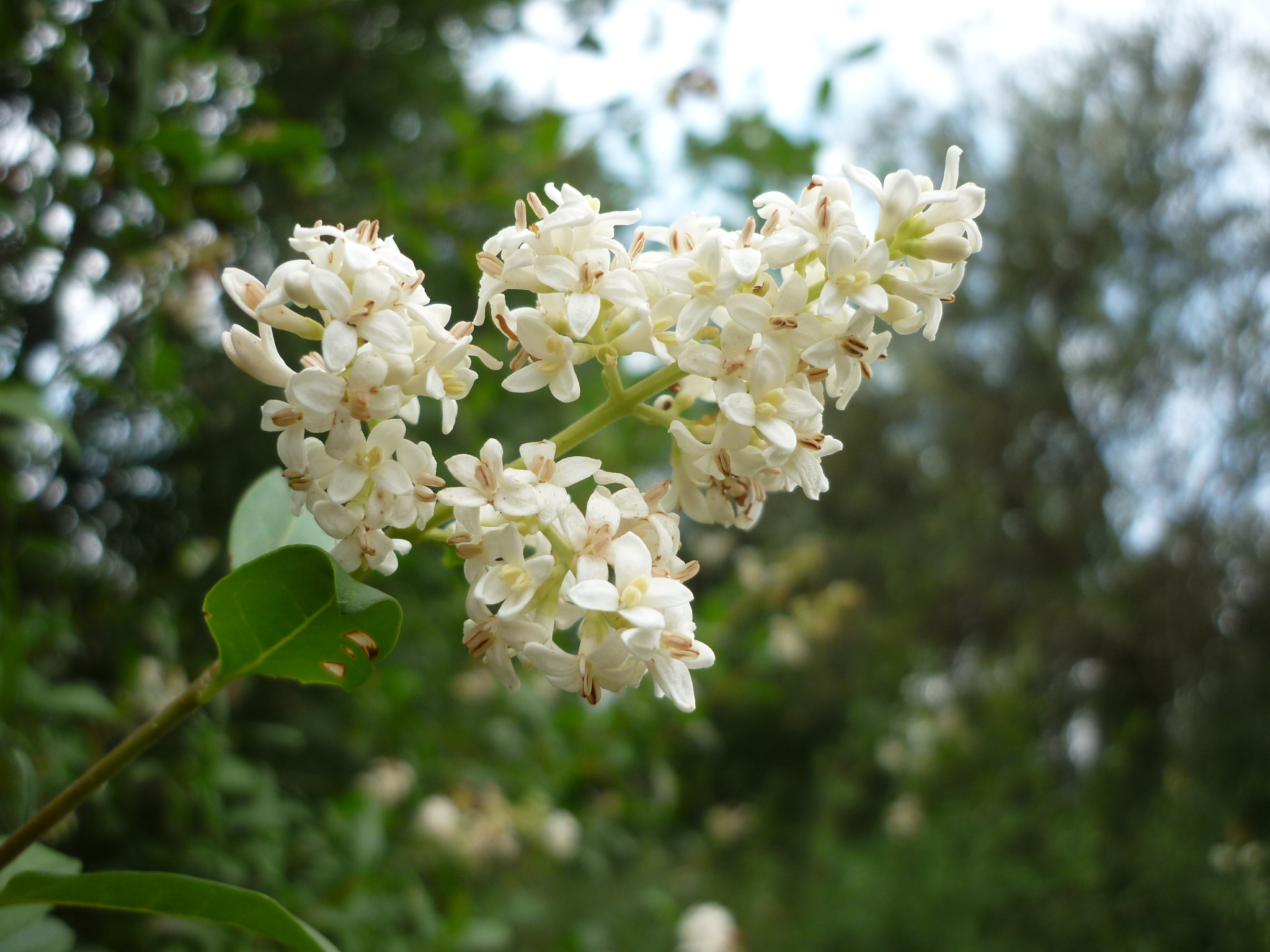
Суцвіття у повному розквіті.

Бирючина звичайна — типовий представник європейсько-середземноморської флори. Первинний ареал цього виду охоплює Центральну та Південну Європу, далі тягнеться через південь Східної Європи (навскіс через терени Молдови, захід та південь України) до Кавказьких гір. На крайньому сході він включає також територію сучасного Ірану та усю Малу Азію, на півдні пролягає через Північну Африку. Найпівнічніші осередки природного походження (тобто не пов'язані із господарською діяльністю людини) розташовані на узбережжі Балтійського моря — у Східній Померанії та, можливо, на півдні Норвегії.
Втім, широке застосування цієї рослини у садівництві призвело до того, що її здичавілі особини трапляються далеко за межами окресленої зони. Так, у Європі бирючину знаходили на заході Ірландії, у Шотландії, на Скандинавському півострові, а також на деяких архіпелагах Атлантики, як то Азорські острови, острів Тенерифе. Стійкі популяції цього виду існують на півдні Канади, у Сполучених Штатах Америки, в Еквадорі, Південній Африці, на Японському архіпелазі, островах Нової Зеландії та на південному сході Австралії.
В Україні природний ареал бирючини звичайної лежить у межах південно-західних областей і Гірського Криму, де вона зростає у лісах. В інших частинах країни вона трапляється у вторинних осередках, які виникли внаслідок інтродукції цього виду в міських парках, звідки він поширився по околицях людських поселень.

## Екологія

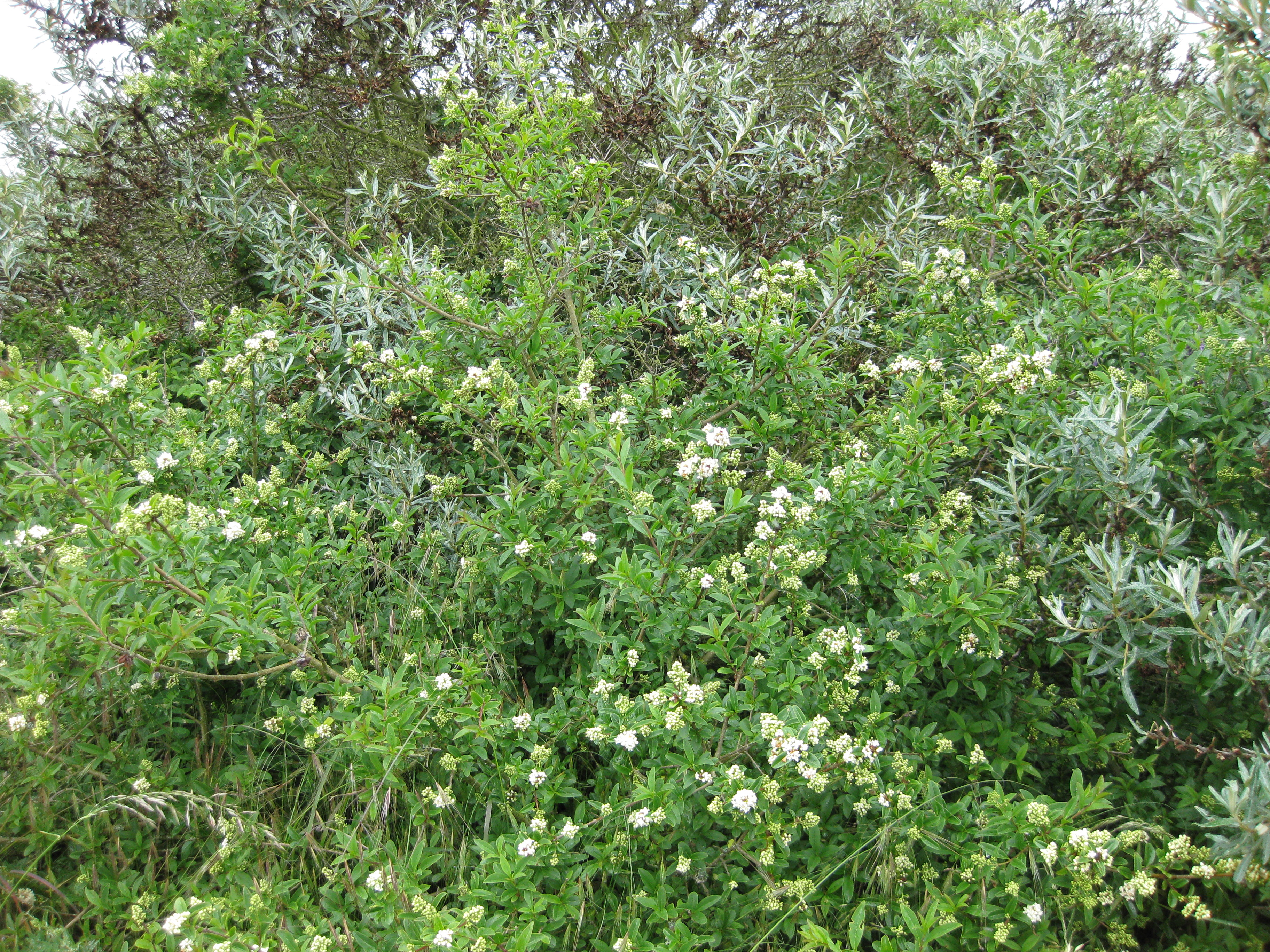
Бирючина звичайна квітне у прибережних заростях (Бельгія).

Бирючина звичайна — помірно морозостійка рослина, що добре переносить нетривале пониження температури до -35 °C, втім, у районах із тривалими і сильними морозами може підмерзати. Північна межа її природного ареалу збігається з ізотермою січня -3 °C. Так само добре вона переносить і високі температури. Це дуже тіньовитривалий вид, який, водночас, може рости і в напівзатінку, і при повному освітленні. По відношенню до вологи бирючина звичайна є ксеромезофітом, тобто рослиною, що віддає перевагу помірно зволоженим або помірно посушливим ґрунтам. До хімічного складу ґрунту вона невибаглива, хоча краще розвивається на вапнякових ґрунтах. Ця рослина здатна витримати незначне засолення ґрунту, а також сильну запиленість та загазованість атмосфери, через що її часто використовують у міському озелененні.
Найчастіше бирючина звичайна трапляється на вододілах у дубово-грабових лісах та в заплавах у підліску в'язин (лісів із в'яза, береста). Проте найкраще вона розвивається на відкритих ділянках, що добре прогріваються. В таких місцях бирючина звичайна утворює зарості разом із тереном, дереном-свидиною, шипшиною звичайною, барбарисом звичайним із значною домішкою трав'янистих рослин. Такі фітоценози відносять до класу Berberidion vulgaris. На півдні Європи подібні фітоценози, тільки за участю специфічних середземноморських трав, навіть виділяють в окремі класи рослинних угруповань Ligustro-Cornetum sanguinei та Rhamno-Cornetum. Характерно, що чимдалі на південь, тим вища верхня межа розповсюдження цього виду. Наприклад, в Альпах бирючина підіймається не вище 1500 м, в Атлаських горах трапляється на висотах до 1600 м, а в горах Їрану її знаходили на висотах до 1750 м.

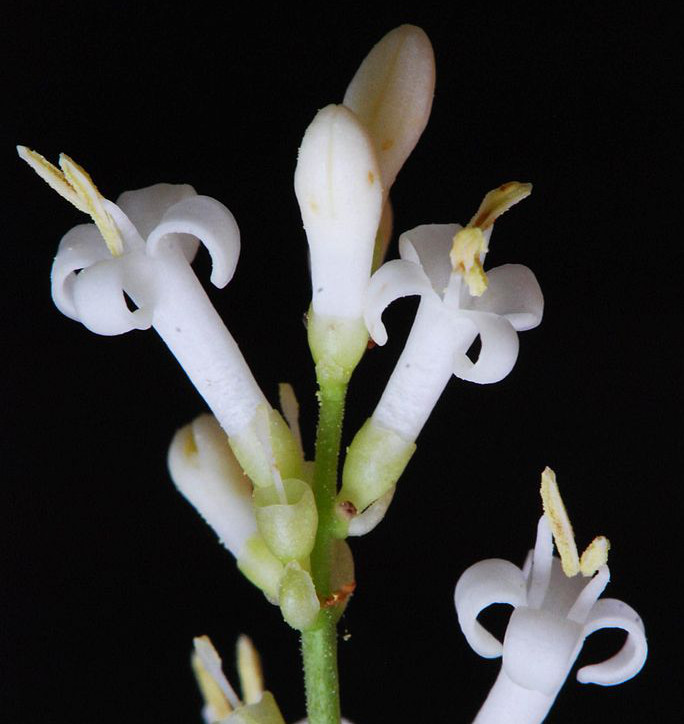
Збільшене зображення квітів.

Розмножується вегетативно і насінням. В природі вегетативне розмноження не відіграє великої ролі і відбувається лише тоді, коли нижні гілки випадково опиняються під шаром ґрунту, в цьому випадку вони швидко вкорінюються. Натомість, вегетативне відтворення є основним у садівництві, де бирючину розмножують не тільки відводками, а й живцюванням, щепленням. Втім, в останньому випадку бирючина звичайна частіше виконує роль не прищепи, а підщепи для більш теплолюбних видів бирючини, а також для бузку та маслини. Насіннєве розмноження є основним у природному середовищі, але рідко застосовується у садівництві.

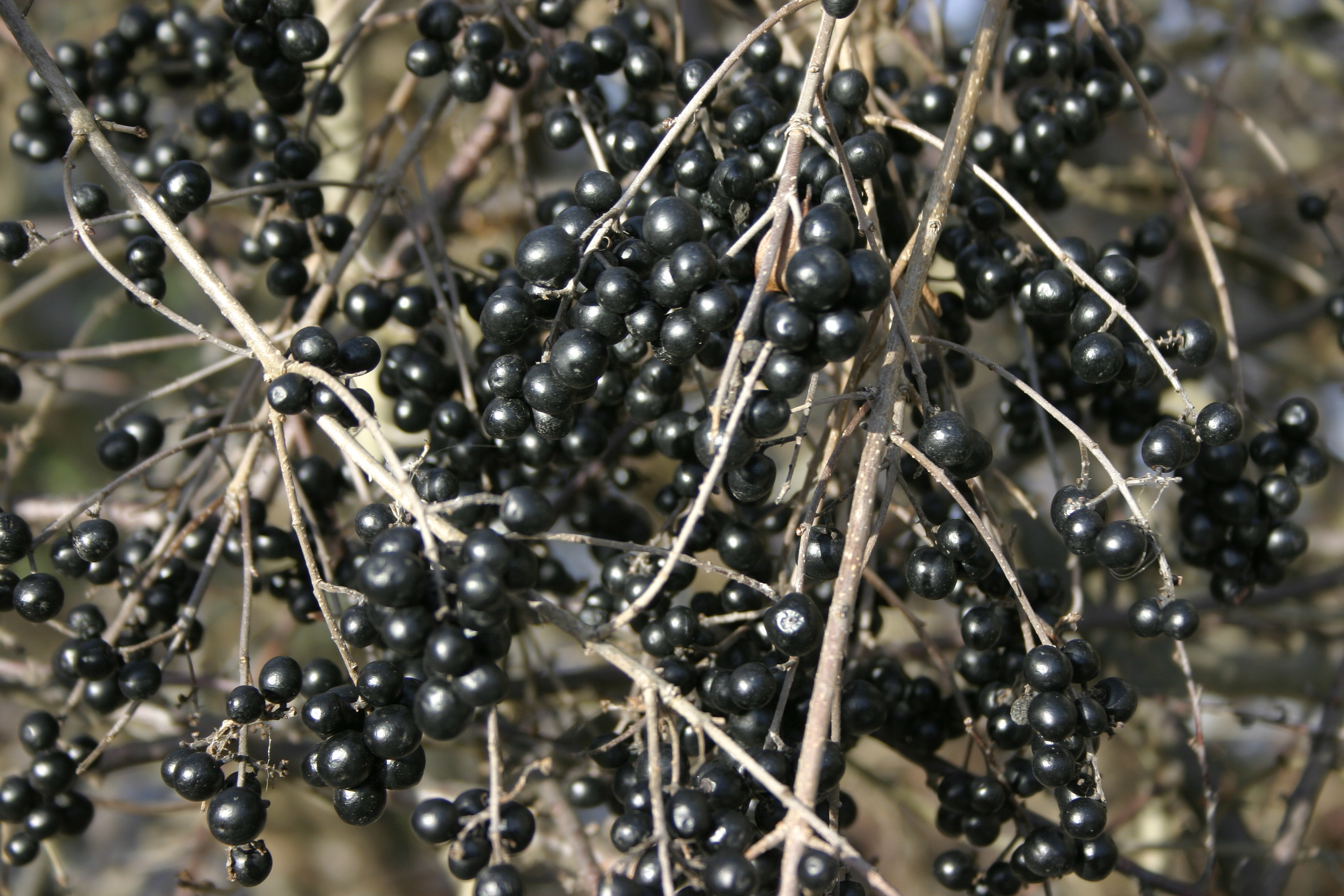
Стиглі кістянки.

Цвітіння зазвичай відбувається в червні — липні, зрідка може починатися у травні. Воно триває 15—25 днів. Рослини бирючини звичайної квітнуть дружно, тому їхній сильний запах може непокоїти чутливих людей, а в окремих випадках здатен спровокувати алергічний напад. Пилок цієї рослини за своїм хімічним складом дуже схожий на пилок бузку, тому у людей, що мають алергію до одного з цих видів, розвивається перехресний імунітет (непереносимість) і до іншого виду. Бирючина звичайна — добрий медонос, який охоче відвідують бджоли. Одна квітка виділяє у своєму нектарі 0,2-0,25 мг цукру, а з 1 га суцільних заростей бджоли можуть зібрати 40-45 кг меду. Крім того, з квітів бирючини вони збирають пилок, який використовують для годівлі личинок. Незважаючи на це, мед з бирючини не належить до цінних сортів, оскільки гіркуватий на смак. До того ж він містить сліди пилку, тому у людей з алергією на бирючину (бузок) такий мед здатен викликати набряк ротової порожнини, в особливо важких випадках — набряк Квінке. Разом з тим, слід зауважити, що алергічна непереносимість бирючини трапляється рідко.

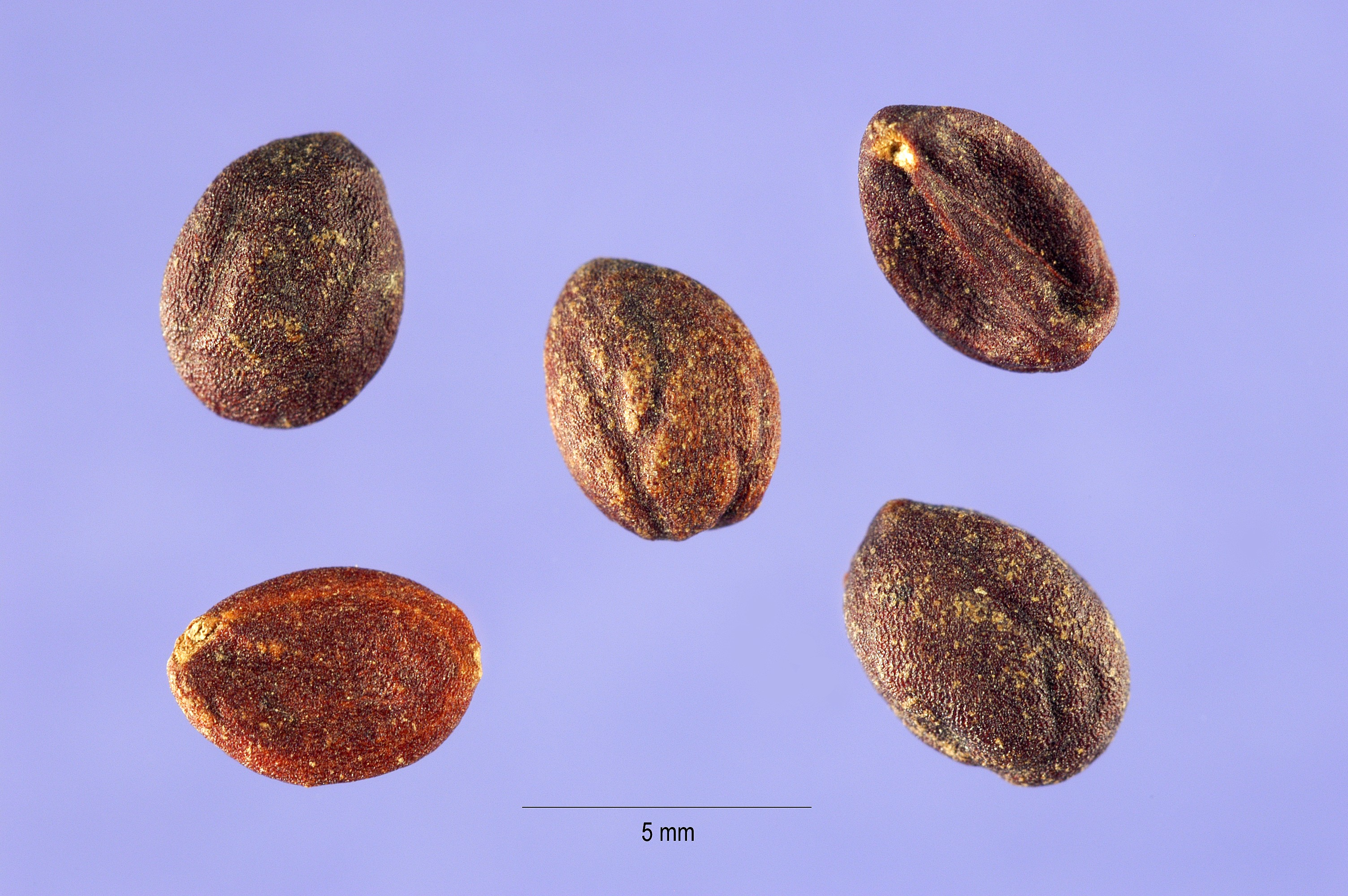
Насіння.

Плоди цього чагарника достигають у серпні — вересні, інколи їхнє дозрівання розтягується до жовтня. У фенології їхня поява є однією із ознак ранньої осені. Кістянки бирючини звичайної не опадають подібно до ягід інших рослин, а залишаються на гілках щонайменше до грудня-січня, а в деяких випадках і до весни. Подібна властивість притаманна і листкам цього виду. Попри те, що бирючина звичайна відноситься до листопадних рослин її листя витривале до низьких температур, тому восени тримається на гілках до першого снігу, а в теплих регіонах навіть до весни, тобто до появи молодих листочків. Цікаво, що восени листя бирючини аніскільки не змінює свого забарвлення. Неопадність кістянок бирючини звичайної невипадкова. Справа в тому, що насіння цієї рослини не здатне прорости зразу після достигання плодів, життєдайної сили воно набуває після кількох місяців охолодження — так званої стратифікації. Найкращі умови для природної підготовки до проростання створюються саме на гілках, а не в шарі опалого листя, де температура може бути плюсовою.
Паростки бирючини звичайною розвиваються швидко, у більш-менш розвинутих особин щорічний приріст пагонів може складати 25-35 см у висоту і до 30 см у ширину. Цей вид надзвичайно добре переносить обрізку, після якої галузиться ще сильніше і створює дуже щільну крону. Бирючина належить до довговічних чагарників, вік старих особин може сягати 70 років.
В природі листям бирючини звичайної живиться гусінь метеликів Callophrys rubi, Satyrium w-album, Satyrium pruni, Cupido minimus, Limenitis camilla. Попри добру урожайність бирючини птахи восени та на початку зими уникають їсти її плоди, віддаючи перевагу іншим джерелам корму. Лише наприкінці зими дрозди, омелюхи, вільшанки можуть дзьобати вовчі ягоди. Блакитні синиці, годуючись ними, дзьобають лише м'якуш, а насіння викидають, тим самим поширюючи його.
На коренях бирючини звичайної подекуди утворює мікоризу гриб зморшок їстівний. Крім того, на її корінні паразитують вищі рослини з роду Вовчок — Orobanche laxissima та Orobanche pancicii.

## Застосування

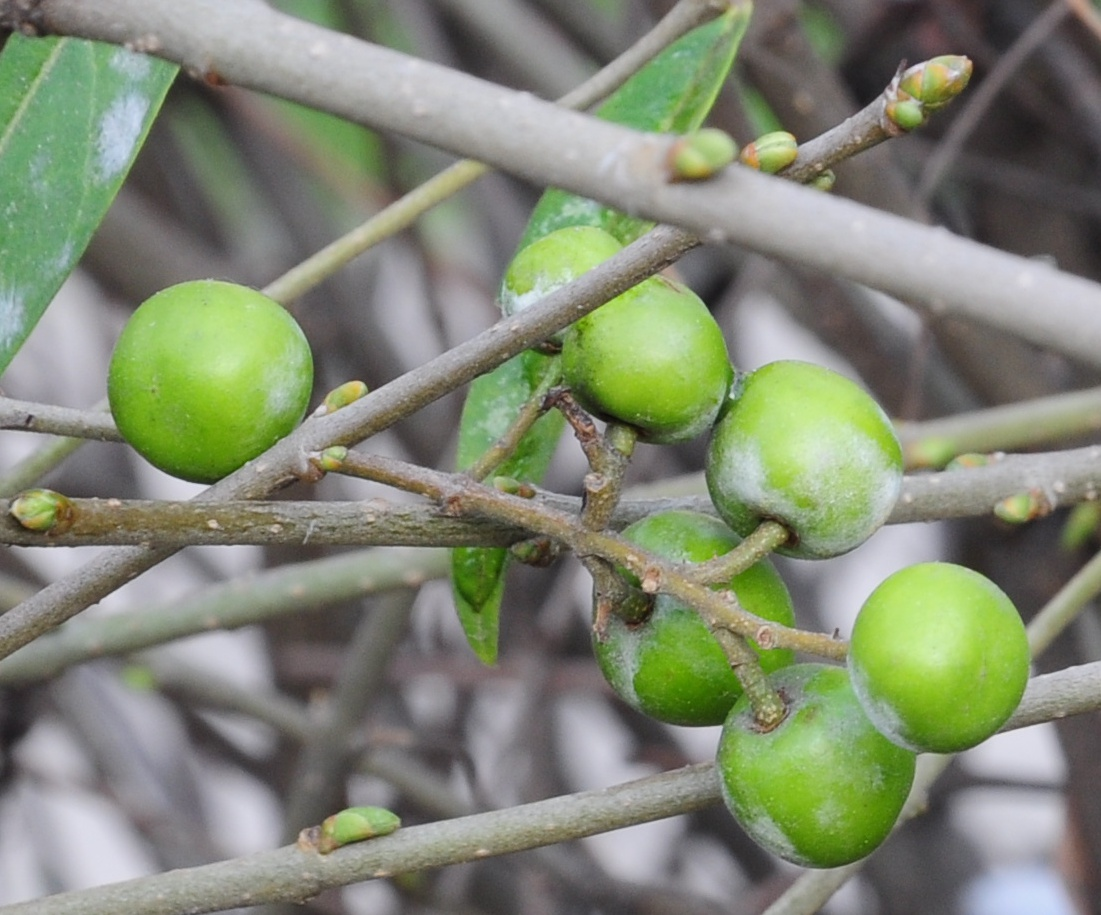
«Ягоди» декоративного зеленоплодого різновиду 'Chlorocarpum' бирючини звичайної.

Бирючина звичайна відома у культурі з XIX століття. У декоративному садівництві вона стала поширюватись завдяки своїй невибагливості, здатності добре формуватися після обрізки і сумісності із більш привабливими спорідненими видами рослин. Саме ці якості обумовили характер її використання.
Зазвичай кущі цього виду висаджують у парках і скверах купами або поодинці під покривом дерев із негустою кроною, причому такі насадження практично не потребують догляду. Крім того, з бирючини звичайної створюють живоплоти й фігури топіарного мистецтва, які вирізняються значною густотою (практично непроникні для сторонніх поглядів), але такі насадження потребують підживлення та періодичної формуючої обрізки. У Туреччині традиційне застосування цього виду у садівництві дещо інакше, там бирючину формують у вигляді невеличких дерев, які висаджують на міських вулицях.
Також бирючину звичайну часто використовують як підщепу для бузку, маслини та теплолюбніших видів бирючини. Сумісність цих рослин дуже висока, прищепи на бирючині приживаються добре і зазвичай не відламуються у місці щеплення, як це інколи буває із більш вибагливими культурами. До того ж використання підщепи із бирючини підвищує стійкість деяких примхливих сортів бузку, які із власною кореневою системою аккліматизуються не завжди успішно.

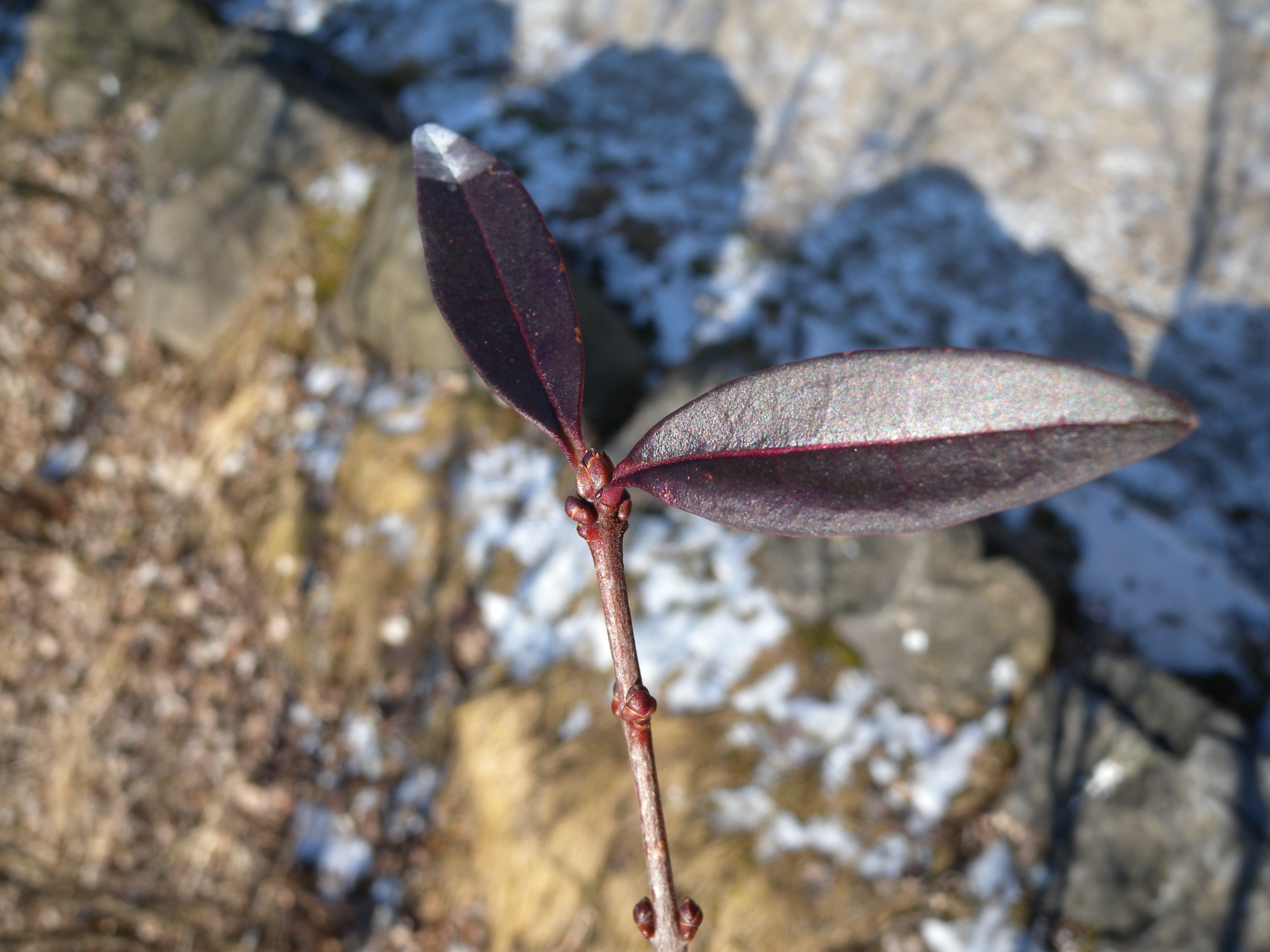
Незвичайне бордове забарвлення зимового листя в однієї з декоративних форм цього виду.

Відомі декілька декоративних форм бирючини звичайної:
- 'Aureum' — повільноростуча форма заввишки до 1 м із листками золотистого відтінку. Не квітне;
- 'Aureo-variegatum' — кущ із середніми темпами росту, заввишки близько 1 м, із золотаво-плямистими листками. Не квітне;
- 'Argento-marginatum' — форма із біло-сріблястою облямівкою листків;
- 'Chlorocarpum' — різновид із жовтувато-зеленими плодами;
- 'Glaucum' — форма із листям блакитного відтінку;
- 'Glaucum albo-marginatum' — вирізняється блакитним відтінком листя, яке, до того ж, має білу облямівку по краю;
- 'Leucocarpa' — форма із білими плодами, що нагадують ягоди білоягідника;
- 'Lutescens' — форма із насиченішим, жовтуватим, забарвленням квітів;
- 'Pendulum' — форма із плакучою кроною;
- 'Pyramidale' — сорт бирючини звичайної із кроною пірамідальної форми;
- 'Sempervirens' — напіввічнозелена форма із листям, що не опадає взимку;
- 'Vicari' — кущ із щільною кроною, заввишки близько 1 м, вирізняється широколанцетним золотистим листям, яке взимку змінює колір на фіолетовий. Квітне у липні;
- 'Xanthocarpa' — форма із плодами жовтого кольору.

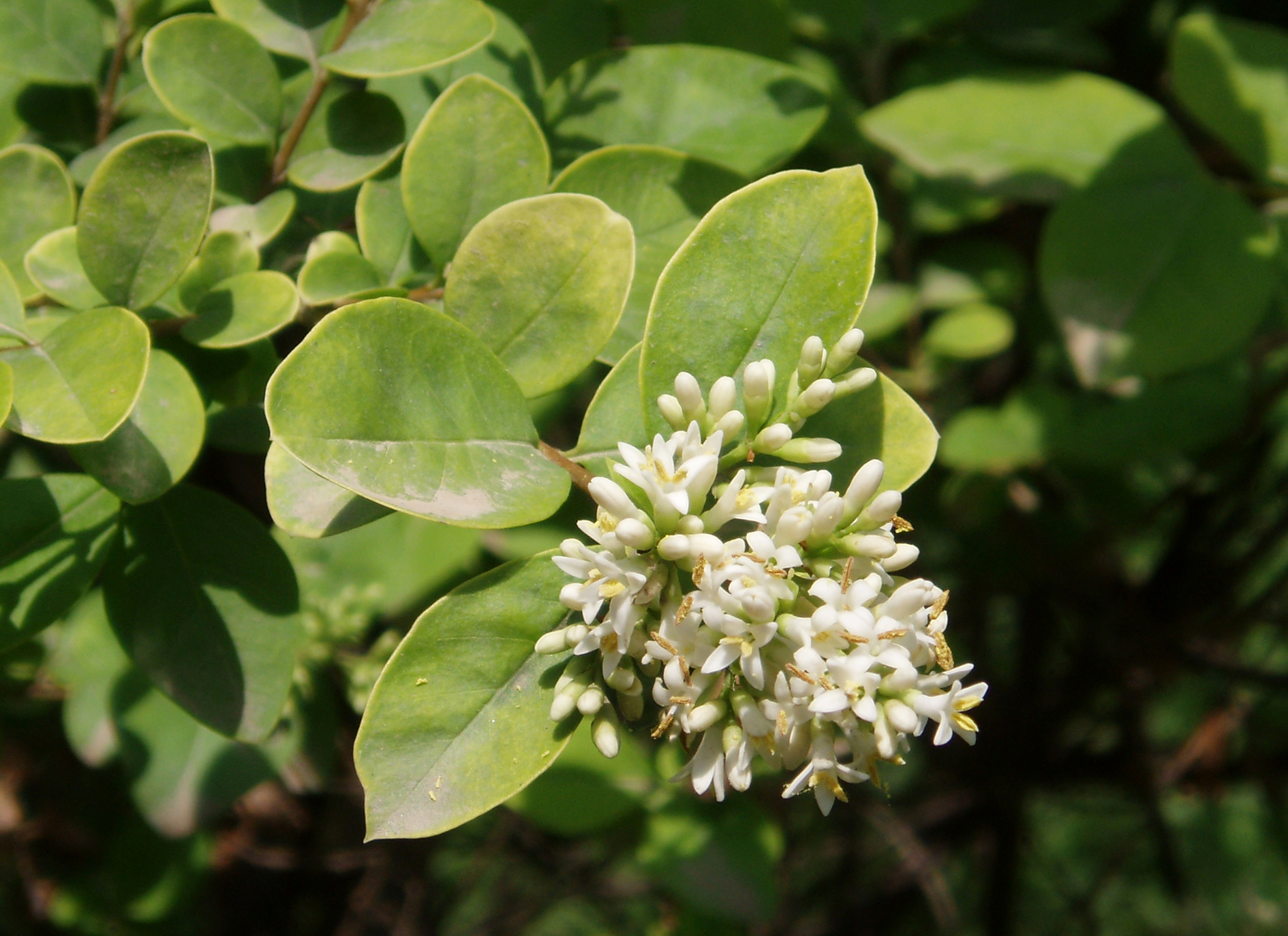
Ligustrum × vicaryi — гібрид бирючини звичайної та овальнолистої.

Окрім цих форм на початку XX століття в Англії отримали морозостійкий гібрид між бирючиною звичайною та золотолистою формою овальнолистої бирючини (Ligustrum ovalifolium 'Aureum'), який отримав назву Ligustrum × vicaryi. Листки цього виду ширші за звичайну бирючину і мають мінливе забарвлення: на сонці вони жовтуваті, а в затінку — зелені.
Декоративні форми бирючини звичайної, як правило, менш морозостійкі та більш вибагливі за дикорослі особини. Загалом, догляд за цим кущем полягає у нечастих весняних підживленнях (раз на 2-3 роки), формуючій обрізці (за необхідністю) та санітарній обрізці (проводиться щороку навесні). На кислих ґрунтах цей вид може потребувати внесення вапна. У культурі бирючину розмножують літніми та зимовими живцями, причому літні укорінюються набагато швидше і краще (95-100 %). У культурі бирючину звичайну шкідники практично не вражають. Вкрай рідко її листю можуть шкодити попелиці та бирючинова міль.

## Синоніми
| - Ligustrum vulgare var. atrovirens Hoefker - Ligustrum vulgare var. aureum Hoefker - Ligustrum vulgare var. auriflorum Hoefker - Ligustrum vulgare var. brachystachyum (Decne.) Hoefker - Ligustrum vulgare var. chlorocarpum Hoefker - Ligustrum vulgare var. coombei P.D.Sell - Ligustrum vulgare var. glaucum Hoefker - Ligustrum vulgare var. insulense (Decne.) Hoefker - Ligustrum vulgare subsp. italicum (Mill.) Fukarek | - Ligustrum vulgare var. italicum (Mill.) Vahl - Ligustrum vulgare var. laurifolium Hoefker - Ligustrum vulgare var. macrophyllum Murr - Ligustrum vulgare var. pendulum (Carrière) Hoefker - Ligustrum vulgare f. pendulum (Carrière) Dippel - Ligustrum vulgare var. pyramidale Hoefker - Ligustrum vulgare var. variegatum Hoefker - Ligustrum vulgare var. xanthocarpum Loudon - Ligustrum vulgare f. xanthocarpum (Loudon) P.D.Sell. |